# Fernando Franco
Fernando Franco García (Siviglia, 1976) è un regista e montatore spagnolo.
Nel 2014 il suo film La herida è stato candidato al Premio Goya per il miglior film.

## Filmografia come regista

### Lungometraggi
- La herida (2013)

### Cortometraggi
- Mensajes de voz (2007)
- The end (2008)
- Tu(a)mor (2009)
- Les variations Dielman (2010)
- Room (2011)
- La media vuelta (2012)